# Great Coasters International
Great Coasters International, Inc. (GCI) – założone w 1994 roku amerykańskie przedsiębiorstwo zajmujące się budową nowych drewnianych i hybrydowych kolejek górskich oraz remontami i modernizacją istniejących kolejek z siedzibą w Sunbury w stanie Pensylwania.

## Historia
Przedsiębiorstwo GCI założone zostało w 1994 roku przez Mike’a Broodleya i Claira Haina. Dwa lata później otwarta została ich pierwsza kolejka górska – Wildcat w parku Hersheypark w Stanach Zjednoczonych. W 2005 roku Mike Broodley przeszedł na emeryturę wyznaczając na swojego następcę i głównego projektanta firmy Jeffa Pike'a.
GCI wprowadziła na rynek nowy model pociągu dla drewnianych kolejek górskich Millennium Flyer, charakteryzujący się zwiększoną zwrotnością, co umożliwia budowę roller coasterów o torze składającym się z bardziej ciasnych zakrętów, niż to normalnie możliwe. Skomplikowany układ toru składający się z wielu krzywych odcinków jest cechą charakterystyczną kolejek GCI. Producent oferuje także uproszczony model Mini-llennium Flyer do zastosowania w kolejkach rodzinnych.
W 2013 roku park Fun Spot America otworzył zbudowaną przez GCI kolejkę White Lightning – pierwszą kolejkę hybrydową w wykonaniu tej firmy (drewniany tor na stalowych podporach).
W 2018 roku, w ramach targów branżowych IAAPA, firma przedstawiła nowy model pociągu – Infinity Flyer – przystosowany do pokonywania ciaśniejszych łuków (zmniejszono minimalny promień skrętu z 18 ft (5,5 m) do 9 ft  (2,25 m)), szybszego obrotu wokół osi podłużnej (z 2,5°/ft do 3,5°/ft, tj. z 8,2°/m do 11,5°/m) oraz inwersji dzięki nowemu modelowi zabezpieczeń, a także dostosowany do silnych przeciążeń ujemnych (ejector airtime). Ze względów technicznych wprowadzenie inwersji do roller coasterów GCI, oprócz zastosowania nowych pociągów, wymagać będzie także wprowadzenia stalowych elementów toru.
W 2019 roku, na targach branżowych IAAPA, GCI we współpracy ze Skyline Attractions przedstawiła nowy model stalowego toru, Titan Track. Po raz pierwszy nowego typu toru użyto w 2020 roku do modernizacji fragmentów kolejki White Lightning wybudowanej w 2013 roku w parku Fun Spot America. Podobną modernizację przeszła w 2022 roku kolejka Joris en de Draak otwarta w 2010 roku w parku Efteling.

## Zaprojektowane kolejki górskie

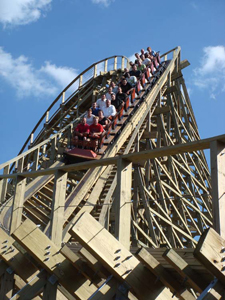
Renegade, Valleyfair!

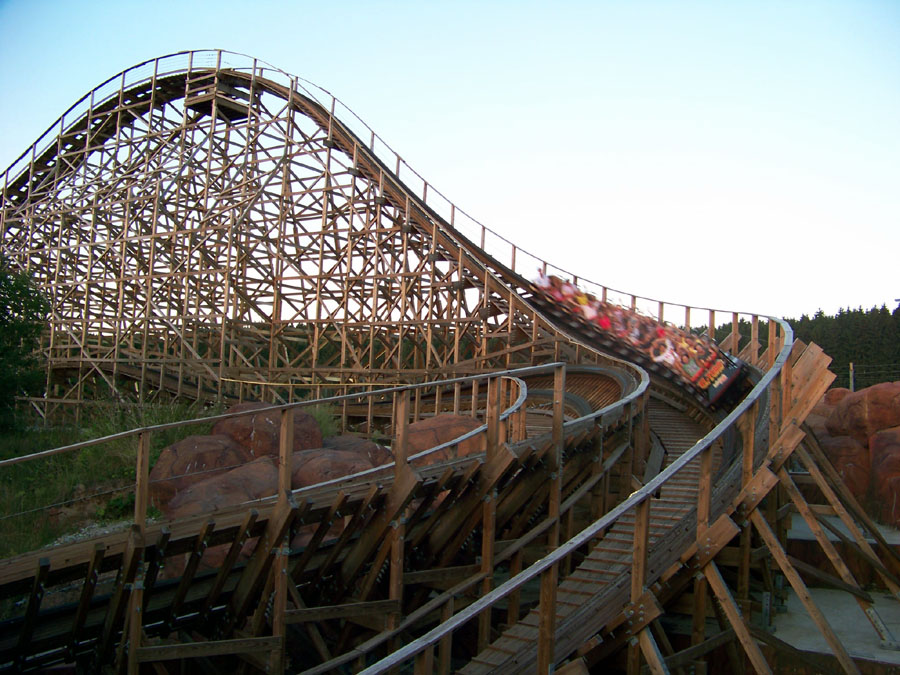
El Toro, Freizeitpark Plohn

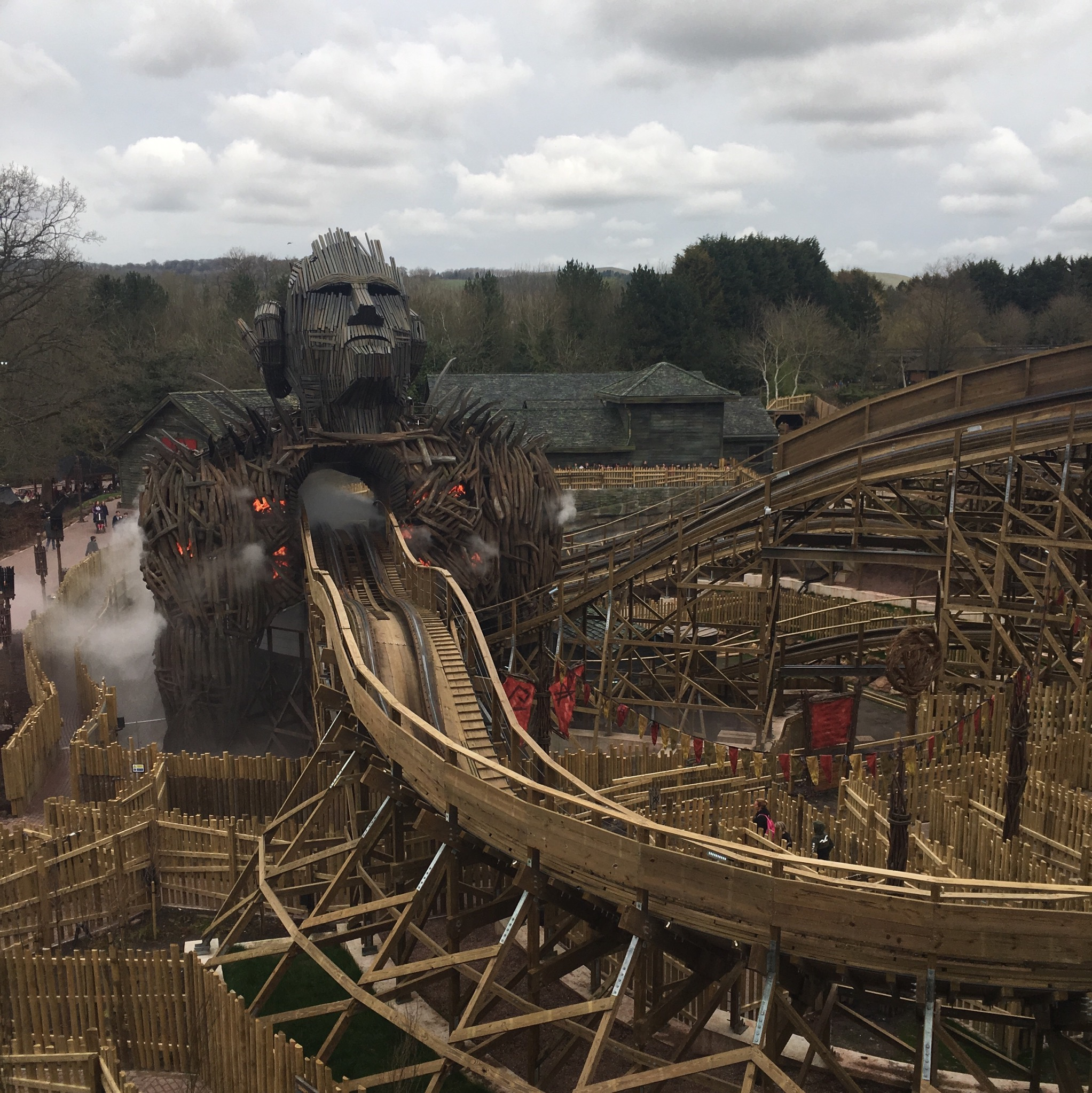
Wicker Man, Alton Towers

Do roku 2025 włącznie firma GCI zaprojektowała i wybudowała łącznie 33 kolejki górskie (37 łącznie z przeniesionymi i zmodernizowanymi).
| Nazwa                       | Park                         | Park                           | Rok  | Typ       | Status                 |
| --------------------------- | ---------------------------- | ------------------------------ | ---- | --------- | ---------------------- |
| Wildcat                     | Stany Zjednoczone            | Hersheypark                    | 1996 | drewniana | przebudowana przez RMC |
| Roar                        | Stany Zjednoczone            | Six Flags America              | 1998 | drewniana | działa                 |
| Roar                        | Stany Zjednoczone            | Six Flags Discovery Kingdom    | 1999 | drewniana | przebudowana przez RMC |
| Gwazi                       | Stany Zjednoczone            | Busch Gardens Tampa            | 1999 | drewniana | przebudowana przez RMC |
| Lightning Racer             | Stany Zjednoczone            | Hersheypark                    | 2000 | drewniana | działa                 |
| Ozark Wildcat               | Stany Zjednoczone            | Celebration City               | 2003 | drewniana | usunięta               |
| Thunderhead                 | Stany Zjednoczone            | Dollywood                      | 2004 | drewniana | działa                 |
| Thunderbird                 | Finlandia                    | PowerLand                      | 2006 | drewniana | działa                 |
| Kentucky Rumbler            | Stany Zjednoczone            | Beech Bend                     | 2006 | drewniana | działa                 |
| Renegade                    | Stany Zjednoczone            | Valleyfair!                    | 2007 | drewniana | działa                 |
| Troy                        | Dania                        | Toverland                      | 2007 | drewniana | działa                 |
| American Thunder            | Stany Zjednoczone            | Six Flags St. Louis            | 2008 | drewniana | działa                 |
| El Toro                     | Niemcy                       | Freizeitpark Plohn             | 2009 | drewniana | działa                 |
| Prowler                     | Stany Zjednoczone            | Worlds of Fun                  | 2009 | drewniana | działa                 |
| Apocalypse: the Ride        | Stany Zjednoczone            | Six Flags Magic Mountain       | 2009 | drewniana | działa                 |
| Joris en de Draak           | Holandia                     | Efteling                       | 2010 | hybrydowa | działa                 |
| Wood Coaster                |                              | Knight Valley                  | 2011 | drewniana | działa                 |
| Wodan Timburcoaster         | Niemcy                       | Europa-Park                    | 2012 | drewniana | działa                 |
| White Lightning             | Stany Zjednoczone            | Fun Spot America               | 2013 | hybrydowa | działa                 |
| Gold Striker                | Stany Zjednoczone            | California’s Great America     | 2013 | drewniana | działa                 |
| Python in the Bamboo Forest |                              | Nanchang Wanda Theme Park      | 2016 | drewniana | działa                 |
| Heidi The Ride              | Belgia                       | Plopsaland de Panne            | 2017 | drewniana | działa                 |
| InvadR                      | Stany Zjednoczone            | Busch Gardens Williamsburg     | 2017 | hybrydowa | działa                 |
| Mystic Timbers              | Stany Zjednoczone            | Kings Island                   | 2017 | drewniana | działa                 |
| Great Desert-Rally          |                              | Happy Valley Yubei             | 2018 | drewniana | działa                 |
| Jungle Dragon               |                              | Happy Valley Yinniu            | 2018 | drewniana | działa                 |
| Wicker Man                  | Wielka Brytania              | Alton Towers                   | 2018 | drewniana | działa                 |
| Wilkołak                    | Polska                       | Majaland Kownaty               | 2019 | drewniana | działa                 |
| Bombay Express              | Zjednoczone Emiraty Arabskie | Bollywood Parks Dubai          | 2020 | hybrydowa | przeniesiona           |
| Texas Stingray              | Stany Zjednoczone            | SeaWorld San Antonio           | 2020 | hybrydowa | działa                 |
| Roaring Timbers             | Wietnam                      | Sun World Hon Thom Nature Park | 2022 | drewniana | działa                 |
| Zambezi Zinger              | Stany Zjednoczone            | Worlds of Fun                  | 2023 | hybrydowa | działa                 |
| Hala Madrid                 | Hiszpania                    | Real Madrid World              | 2024 | hybrydowa | działa                 |
| Wild Buffalo                | Francja                      | Mer de Sable                   | 2025 | drewniana | działa                 |
| Colossus                    | Arabia Saudyjska             | Six Flags Qiddya               | 2025 | drewniana | w budowie              |
| ?                           |                              | Happy Valley Chang’an          | 2025 | stalowa   | w budowie              |
| Mad Racers                  |                              | Fantasy Valley                 | 2025 | hybrydowa | w budowie              |
| ?                           | Hiszpania                    | Isla Mágica                    | 2026 | stalowa   | w budowie              |

## W Polsce
W 2025 roku w Polsce znajdowała się jedna kolejka górska zbudowana przez GCI:
| l.p. | Nazwa    | Park rozrywki    | Rok otwarcia | Typ       |
| ---- | -------- | ---------------- | ------------ | --------- |
| 1    | Wilkołak | Majaland Kownaty | 2019         | drewniana |